# Лангшон (провінція)

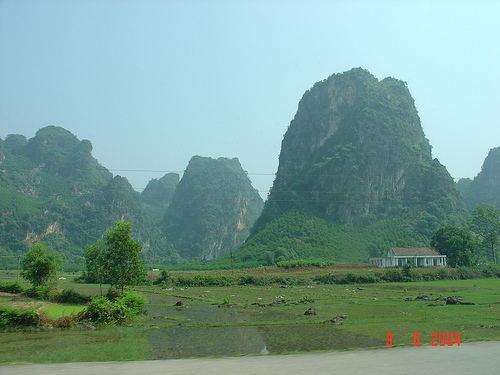
У провінції Лангшон

Лангшон (в'єт. Lạng Sơn) — провінція на північному сході В'єтнаму. Площа становить 8324 км², населення — 732 515 жителів (2009, перепис). Адміністративний центр — однойменне місто Лангшон.

## Географія і клімат

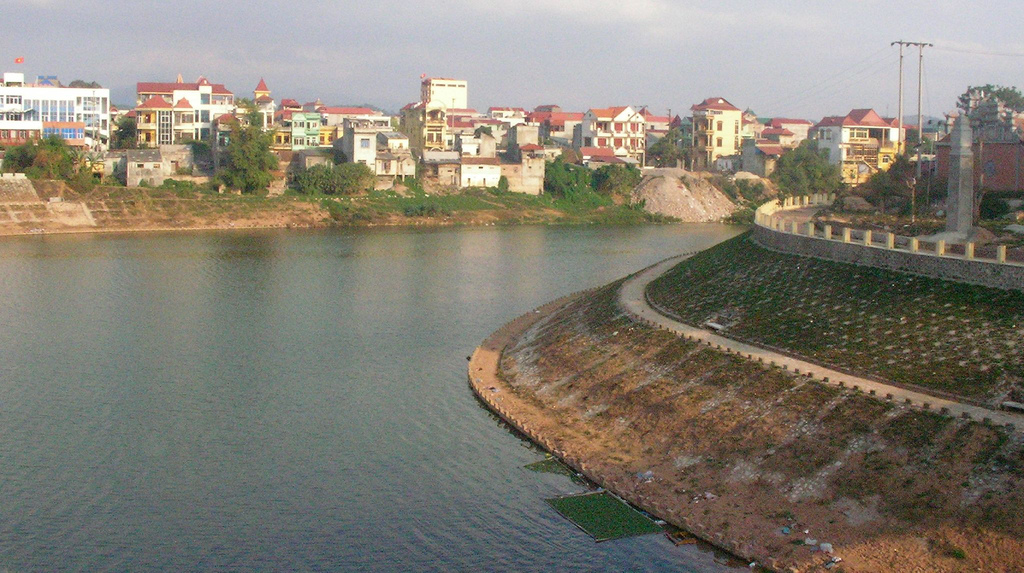
Місто Лангшон

Лангшон знаходиться за 137 км на північний схід від Ханоя, має кордон з Китаєм. Провінція простягнулася на 123 км з півночі на південь і на 126 км з заходу на схід. Середня висота над рівнем моря становить 252 метрів, найнижча точка — всього 20 м, найвища: 1541 м (гора Маушон). Близько 80 % території займають гори. На території провінції знаходяться 2 прикордонних переходи на китайську сторону.
Середньорічні температури становлять від 17 до 22°С, середньорічний рівень опадів: від 1200 до 1600 мм. Середня річна температура: 28,5°С, зимова: 12-13°С. Середня вологість: 80-85 %.

## Населення
За даними на 2009 рік населення провінції становило 732 515 жителів (2009), середня щільність населення: 87,92 осіб/км². Сільське населення становить 79,8 %. Національній склад населення (за даними перепису 2009 року): нунг — 314 295 осіб (42,91 %), тай — 259 532 особи (35,43 %), в'єтнамці — 124 433 особи (16,99%), яо — 25 666 осіб (3,50%), інші — 8 589 осіб (1,17%).

## Економіка
Економіка базується на сільському і лісовому господарстві (80 %), понад 70 % сільськогосподарських площ зайнято рисом. Інші культури включають батат, маїс, чай, тютюн, маніок. Є досить значні поклади бокситів, фосфатів і кам'яного вугілля.